# Mataruak
Mataruak ist ein Stadtteil der osttimoresischen Landeshauptstadt Dili. Er liegt im Suco Fatuhada (Verwaltungsamt Dom Aleixo, Gemeinde Dili).

## Lage und Einrichtungen
Mataruak liegt im Norden des Sucos Fatuhada im Nordosten der Aldeia Zero V zwischen der Küste der Bucht von Dili im Norden, der Rua de Ai-Teka im Osten, der Rua do Nu'u-Ben im Süden und dem Travessa deAi-Hale im Westen. Südlich liegt der Stadtteil Markoni, westlich die Botschaft der Vereinigten Staaten und nördlich der Avenida de Portugal der Praia dos Coqueiros.